# 레퀴엠을 좋아하는 여자
〈레퀴엠을 좋아하는 여자〉는 1993년 8월 1일에 방송된 KBS 《드라마게임》의 477번째 에피소드이다.

## 출연자
- 송채환: 배동희역
- 윤다훈: 배동환역
- 오미연: 배 씨 남매의 어머니역
- 안대용: 배 씨 남매의 아버지역
- 천호진: 이진호역
- 이화영: 주미자역
- 진운성: 권석천역
- 신용규: 최상진역
- 이은경: 박경애역
- 윤영주: 수진역
- 이종만: 성당 신부역
- 장행섭: 사진사역
- 김보미: 항공사 여직원역
- 김원배: 약사역
- 정미숙: 약국 손님역